# Can Vilavell
Can Vilavell és una masia de Sant Esteve de Palautordera (Vallès Oriental) inclosa a l'Inventari del Patrimoni Arquitectònic de Catalunya.

## Descripció
Edifici allargat amb coberta a dues vessants. Compost per planta baixa i pis, sense golfes. La façana és una de les parets laterals. Ha estat reformada, ara es troba arrebossada i pintada. El portal d'accés té forma d'arc de mig punt i les finestres són petites i de pedra.

## Història
Aquest edifici es troba a la muntanya de darrere del castell de Fluvià. Pertany a aquests propietaris i ara s'ha convertit en casa de temporada, ja no és una masia rural dedicada a l'agricultura. No sabem la data de la seva construcció però probablement és dels segles XVI o XVII.